# Człowiek pogryzł psa
Człowiek pogryzł psa (fr. C'est arrivé près de chez vous) – belgijski mockument z 1992 roku w reżyserii Rémy'ego Belvaux. Zdobywca wielu nagród i nominacji. Premiera filmu odbyła się na 45. MFF w Cannes. Zdjęcia kręcono w różnych lokalizacjach na terenie Belgii (m.in. Bruksela, Namur, Mouscron, Louvain-la-Neuve).
Film charakteryzuje się niedbałym montażem, błędami dźwiękowymi i zdjęciowymi, filmowaniem „z ręki”. Nagrany jest w technice czarno-białej. Zabiegi te miały stworzyć wrażenie filmu dokumentalnego i realności akcji.
Opowiada o seryjnym mordercy Benie, zabijającym, a następnie okradającym listonoszy, emerytów, ludzi średnio zamożnych, ale nigdy znanych i bogatych. Pełny jest pseudo-filozoficznych monologów głównego bohatera. Uważany za jeden z najbardziej okrutnych filmów w historii kinematografii – polska wersja filmu (VHS) była reklamowana sloganem: Przerażenie i okrucieństwo – do dziś nie wiedziałeś co to znaczy.

## Nominacje i nagrody
- 1992 – nagroda SACD za najlepszy film pełnometrażowy na Festiwalu Filmowym w Cannes
- 1992 – nagroda Metro Media na Międzynarodowym Festiwalu Filmowym w Toronto (TIFF)
- 1992 – nagrody na Katalońskim Międzynarodowym Festiwalu Filmowym w kategoriach najlepszy aktor (Benoît Poelvoorde) i najlepszy film
- 1993 – nominacja do Europejskiej Nagrody Filmowej
- 1993 – nagroda Francuskiego Stowarzyszenia Krytyków Filmowych w kategorii najlepszy film zagraniczny
- 1994 – nominacja do Saturna
- 1999 – nominacja do nagrody Josepha Plateau

## Obsada
- Benoît Poelvoorde – Ben
- Rémy Belvaux – Remy (reporter)
- André Bonzel – Andre (kamerzysta)

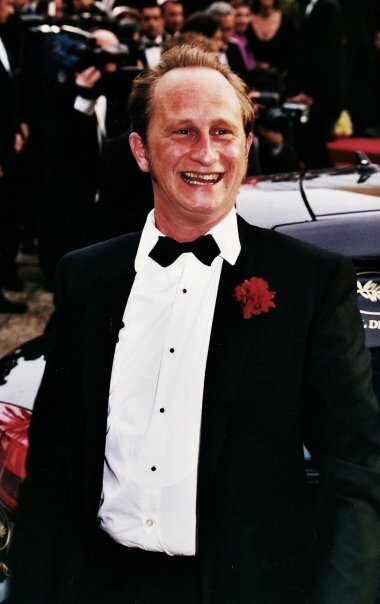
Benoît Poelvoorde (2004)

- Jean-Marc Chenut – Patrick (dźwiękowiec 1)
- Alain Oppezzi – Franco (dźwiękowiec 2)
- Vincent Tavier – Vincent (dźwiękowiec 3)
- Jacqueline Poelvoorde-Pappaert – matka Bena
- Nelly Pappaert – babcia Bena
- Hector Pappaert – dziadek Bena
- Jenny Drye – Jenny
- Malou Madou – Malou
- Willy Vandenbroeck – Boby
- Rachel Deman – Tromblon
- Valérie Parent – Valérie
- Alexandra Fandango – Kalifa
- Olivier Cotica – Benichou
- André Laime – starszy mężczyzna w szpitalu
- Édith Le Merdy – pielęgniarka
- Gina Cotica – matka (ofiara)
- Ricardo Cotica – dziecko (ofiara)
- Pierre Vanbraekel – ojciec (ofiara)
- Sylviane Godé – ofiara gwałtu, Martine
- Zoltan Tobolik – mąż ofiary gwałtu
- Marcel Engels – kamerzysta
- Franco Piscopo – inżynier dźwięku
- Venelin Poikov – listonosz 1
- Fernaud Dubois – listonosz 2
- Alain François – wideoreporter
- Antoine Chapelot – kelner 1
- Hughes Tavier – kelner 2
- Pol Vanderwarren – adwokat Bena
- Anne LaGrange – dziennikarz
- Paul Bottemanne – taksówkarz
- Vincent Merveille – bokser
- Irene Gilissen – kobieta w pociągu
- Sabine Tavier – pani Pipi
- Annamaria Szomolanyiova – skrzypaczka
- Carlos Campo Miranda – stróż nocny
- Laurence D'Hondt – dziennikarz
- Daniel Tursh – dziennikarz
- Benoît Mariage – dziennikarz
- Emmanuelle Bada – dziennikarz
- Stéphane Aubier – dziennikarz
- Jean-Paul Geets – klient Malou
- Pascal Lebrun – ofiara drugoplanowa
- Stephanie Aubier – ofiara drugoplanowa
- Alain Hologne – ofiara drugoplanowa
- Micheline Hologne – ofiara drugoplanowa
- Philippe Blasband – ofiara drugoplanowa
- Aldo Fostier – ofiara drugoplanowa
- Jean-Pol Cavillot – ofiara drugoplanowa
- Anny Nologne – ofiara drugoplanowa
- Elaine Leonard – ofiara drugoplanowa
- Marie Travier – ofiara drugoplanowa
- Bruno Belvaux – ofiara drugoplanowa
- Lucien Belvaux – ofiara drugoplanowa
- Jean-Claude Maschetti – ofiara drugoplanowa

## Wersja polska
Polska wersja filmu została wydana przez Best Film na kasecie VHS w 1994 roku. Tekst polski opracowała Monika Kulesza, a czytał Tomasz Knapik.